# جامعة بوغازجي
جامعة بوغازجي (بالتركية: Boğaziçi Üniversitesi)‏ والتي تعني جامعة البوسفور هي جامعة بحثية كبرى تقع في القسم الأوروبي من اسطنبول وتطل على مضيق البوسفور.تضم جامعة بوغازجي أربع كليات ومدرستين بالإضافة إلى ست منشآت لطلاب الدراسات العليا. لغة التعليم في الجامعة هي اللغة الانكليزية.
تم انشاءها عام 1863, تحت اسم كلية روبرت، وتعد أول مؤسسة تعليم أعلى اميركية تنشأ خارج الولايات المتحدة. الا انها تحت اشراف تركي بالكامل حاليا، مع انها تبقي رابط كبير بنظام التعليم الاميركي.
تعد الجامعة أصعب الجامعات للدخول اليها بين الجامعات التركية وذلك لموقعها المميز ونظام تعليمها القوي، اذ تطلب الجامعة اختبارات عالمية للدخول اليها، مثل اختبار ال SAT الاميركي بدرجة عالية، وغيره من الاختبارات، وتعد الجامعة الأكثر تفضيلا من قبل الطلاب الاتراك لدراسة العلوم، التعليم، الهندسة، والعلوم الاجتماعية.
اما بالنسبة لترتيب الجامعة لسنة 2021 :
ترتيبها عالميا: 651-700
ترتيبها من ناحية التخصصات الهندسية: 290
"حسب تصنيف QS العالمي"
يتبع للجامعة مركز إسطنبول للعلوم الرياضية.

## احتجاج
شهدت جامعة بوغازجي في يناير 2021 مظاهرات حاشدة لطلاب وأعضاء بهيئة تدريس الجامعة وآخرين من خارجها احتجاجا على قرار تعيين ا.د مليح بولو رئيسًا جديدا للجامعة، ويعترض رافضوا القرار على كون رئيس الجامعة الجديد ليس من قياداتها أو خريجيها.